# Читтагонг (регіон)
Читтаго́нг (бенг. চট্টগ্রাম, англ. Chittagong Division) — один з 6 регіонів Бангладеш, розташований на південному сході країни. 1998 року від нього був відокремлений регіон Сілхет. Столиця регіону — місто Читтагонг.
Економіка регіону переважно аграрна, що становить його 57% валового доходу. Тут вирощуються рис, бавовник, арахіс, картопля, чай, гірчиця, імбир, різноманітні фрукти: ананаси, банани, кокоси, манго, папая, кавуни і лимони. Крім того у регіоні діє декілька гідроелектростанцій, що забезпечують електроенергією більшу частину країни.

## Адміністративний поділ
До складу регіону входять 11 зіл:
| Зіла         | Площа, км² | Населення, осіб (1991) |
| ------------ | ---------- | ---------------------- |
| Бандарбан    | 4479,03    | 230569                 |
| Брахманбарія | 1927,11    | 2141745                |
| Коксс-Базар  | 2491,86    | 1419260                |
| Комілла      | 3085,17    | 4032666                |
| Кхаграчхарі  | 2699,55    | 342488                 |
| Лакшміпур    | 1455,96    | 1312337                |
| Ноакхалі     | 3600,99    | 2217134                |
| Рангаматі    | 6116,13    | 401388                 |
| Фені         | 928,34     | 1096745                |
| Чандпур      | 1704,06    | 2032449                |
| Читтагонг    | 5282,98    | 5296127                |